# Variación lingüística
La variación lingüística es  el conjunto de diferentes formas alternativas para expresar un mismo significado en el dominio de una lengua. Es decir, distintos hablantes, o incluso el mismo hablante en distintos momentos, usan formas diferentes para expresar el mismo concepto, o tienen distintas pronunciaciones para la misma palabra.
Existen distintos tipos de variación lingüística: según área geográfica, según registro o estilo, según la clase social, etc., pero la idea subyacente es que todos estos tipos de variación no son independientes sino que están muy relacionados entre sí.

## Variación diatópica o geográfica
Debido a que las lenguas del mundo están sometidas al cambio lingüístico, en el dominio de una lengua existen variaciones que difieren de un lugar a otro. Frecuentemente debido al hecho que las formas que usan los hablantes están sometidas a ajustes comunicativos, las variantes usadas por los hablantes que tienen contactos frecuentes tienden a ser las mismas. Debido a que la mayoría de personas tienen un contacto más estrecho con las personas de su propia ciudad o localidad, las variaciones tienden a ser más uniformes en áreas cuyos habitantes mantienen contactos regulares entre sí. 
Este factor es el origen de la variación geográfica. Al ser menos frecuentes los contactos entre hablantes de regiones distantes, el proceso de reajuste entre esas regiones es menor y las hablas tienden a diferir entre sí al adoptar variaciones ligeramente diferentes en cada región. Una variante geográfica con rasgos más o menos homogéneos se conoce como geolecto. Tradicionalmente los geolectos habían sido el principal objeto de estudio de la dialectología.

## Variación diastrática o social
De la misma manera que los hablantes pertenecientes a regiones geográficas lejanas tienen menos contacto lingüístico que los hablantes de una misma área geográfica, es un hecho bien establecido que dentro de un área geográfica las personas reajustan más su habla con personas de su mismo grupo social. Esto da lugar a variantes diastráticas o sociolectos que hacen que los hablantes con características socioeconómicas u ocupacionales similares tengan características de habla que las diferencian sistemáticamente o estadísticamente de otros grupos.
Los sociolectos han sido un campo de estudio preferente de la sociolingüística que trata de ver cómo las relaciones sociales se reflejan en los hechos lingüísticos. Los sociolectos se caracterizan por un conjunto de rasgos del habla de un determinado grupo social que son más estables, se diferencian de otras variaciones de tipo social como los códigos elaborados y restringidos, cuya aparición está más influida por el contexto o la situación que por la pertenencia al grupo social del individuo. Sin embargo, es un hecho conocido que las características de ciertos códigos restringidos especialmente prestigiosos, pueden llegar a ser adoptados como características propias del sociolecto de los hablantes más ligados a dicho contexto y sus referencias.

## Variación diafásica o contextual
El término diafásica está compuesta del prefijo dia- (a través de), phasis (expresión, apariencia, fase), más el sufijo -ico (relativo a).
El habla de la mayoría de hablantes no es uniforme en todos los contextos. Así, en situaciones o registros lingüísticos más formales, como el registro escrito, el hablante puede optar por usar ciertas estructuras o formas léxicas sobre otras.
Las variedades diafásicas se refieren a los usos lingüísticos exigidos por cada situación, en la que el hablante, o bien mide el alcance de sus palabras, como en una entrevista, un discurso, una conferencia..., o bien hace un uso relajado y espontáneo del lenguaje, como ocurre al hablar con la familia o con los amigos. Las situaciones del primer grupo pertenecerían a un registro formal, mientras que las del segundo pertenecerían a un registro informal o coloquial.  Los límites entre ambos registros no son tajantes, por lo que se puede hablar de situaciones intermedias. La variedad diafásica está condicionada por cuatro factores: el oyente y el hablante, el marco en el que se produce la intercomunicación y el tema del que se habla.

## Variación diacrónica o del momento histórico
Variación en el tiempo atendiendo a las diferentes fases temporales de la evolución de la lengua, es decir, el cambio lingüístico. El factor extralingüistico de variación es el momento histórico.